# 小行星6267
小行星6267（英語：6267 Rozhen）是一颗围绕太阳公转的小行星。1987年9月20日，艾瑞克·怀特·埃尔斯特在斯莫梁发现了此天体。
这颗小行星的绝对星等为315.85407等。